# Чепелджа
Чепелджа или Чепелдже (на гръцки: Δήμητρα, Димитра, до 1927 Τσεπελτζές, Цепелдзес) е село в Република Гърция, дем Зиляхово, област Централна Македония с 490 жители (2001).

## География
Селото е в историко-географската област Зъхна, в източната част Сярското поле, в южното подножие на планината Сминица (Меникио). От демовия център Зиляхово (Неа Зихни) е отдалечено на около 7 километра в южна посока.

## История

### В Османската империя
В „Етнография на вилаетите Адрианопол, Монастир и Салоника“, издадена в Константинопол в 1878 година и отразяваща статистиката на населението от 1873 година, Чепелджа (Tchépeldja) е посочено като село с 20 домакинства и 55 жители цигани.
Според Георги Стрезов към 1891 в Чебелдже живеят и българи.
Към 1900 година според статистиката на Васил Кънчов („Македония. Етнография и статистика“), населението на Чепелдже брои 100 турци и 60 цигани.
По данни на секретаря на Българската екзархия Димитър Мишев („La Macédoine et sa Population Chrétienne“) през 1905 година в Чепелдже (Tchepeldjé) има 240 жители гагаузи.

### В Гърция
След Междусъюзническата война в 1913 година селото попада в Гърция. В него са настанени гърци бежанци. Според преброяването от 1928 година селото е с изцяло бежанско население със 196 бежански семейства със 716 души. В 1926 година селото е прекръстено на Димитра, но официално промяната на името влиза в регистрите в 1927 година.
| Име                          | Име            | Ново име | Ново име | Описание                                                |
| ---------------------------- | -------------- | -------- | -------- | ------------------------------------------------------- |
| Ададес                       | Άντάδες        | Валтос   | Βάλτος   | местност на ЮЗ от Чепелджа, по десния бряг на Драматица |
| Бабу Мезари или Бабук Мезари | Μπάμπου Μεζαρή | Мнимата  | Μνήματα  | местност на Ю от Чепелджа, по десния бряг на Драматица  |
| Токат Порца                  | Τόκατ Πορτσά   | Гротия   | Γροθιά   | местност на ЮИ от Чепелджа, по десния бряг на Драматица |

## Личности
Родени в Чепелджа
- Лазарос Асикоглу (р. 1931), гръцки учител